# Чёрная знать
Чёрная знать или чёрная аристократия (итал. nobiltà nera, aristocrazia nera) — римские аристократические семьи, которые встали на сторону папства при папе Пие IX после того, как армия Итальянского королевства во главе с Савойской семьей вступила в Рим (20 сентября 1870 года), лишила папу римского светской власти, упразднила Папскую область и заняла Папский дворец. Также этот термин применяется к любым светским титулам, выданным папой до Латеранского договора 1929 года.
В течение этих пятидесяти девяти лет римские папы не выходили из Ватикана и утверждали, что они являются узниками Ватикана, чтобы избежать признания власти итальянского правительства (см. Римский вопрос). Аристократы, которые ранее получили свои титулы от Святого Престола, включая старших членов папского двора (тайные камергеры), продолжали держать двери своих дворцов закрытыми, скорбя о заключении папы римского, после чего их и стали называть «Чёрной знатью».

## История

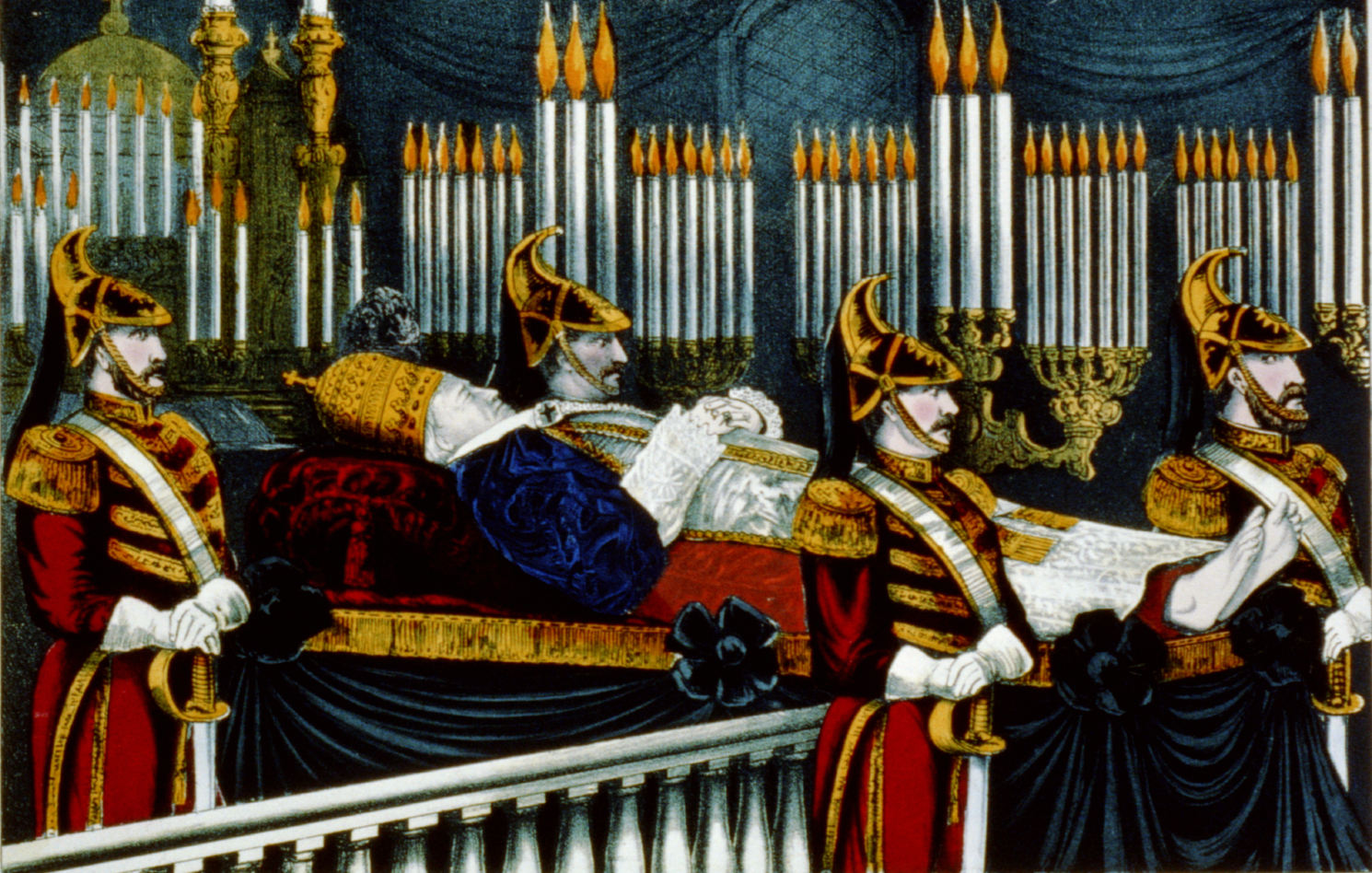
Похороны Пия IX в сопровождении дворянской гвардии

Несмотря на относительно недавнее название, чёрная знать существовала веками, происходя из баронского сословия Рима и влиятельных семей, которые переехали в Рим, чтобы извлечь выгоду из семейной связи с Ватиканом. Они поддерживали Пап в управлении Папской областью и Святым престолом. Многие из членов семей чёрной знати также стали высокопоставленными священнослужителями и даже Папами. Всё ещё существующие семьи чёрной аристократии (в данном случае семьи, чьи предки включали папу римского) включают, в частности, Колонна, Массимо, Орсини, Русполи, Паллавичино, Теодоли, Саккетти, Боргезе, Одескальки, Бонкомпаньи и Людовизи. Также к чёрной знати относятся следующие семьи — Теофилакты, Кресцентии, Борджиа, Пикколомини, делла Ровере (Ланте), Киджи, Барберини, Памфили, Роспильози, Торлония и Пиньятелли. Основные вымершие папские семьи включают Савелли, Каэтани, Альдобрандини и Конти. Среди известных представителей черной знати — Arnaldo De Rosette, епископ Асти, провозгласивший Синод, который издал ряд декретов, регулирующих и классифицирующих духовенство Ломбардии и Пьемонта и его состав, с особым акцентом на рыцарях-госпитальерах; Эудженио Пачелли, ставший впоследствии папой римским Пием XII; Эрнесто Пачелли, крупный финансист; и Просперо Колонна, мэр Рима.
После заключения Латеранских соглашений в 1929 году, «чёрной знати» дали двойное гражданство в Италии и Ватикане. Согласно положениям договора, дворянские титулы, предоставленные папой, были признаны в Королевстве Италия. Это разрешило представителям «чёрной знати» поступать в Дворянскую гвардию, которая ранее была открыта только для знати из бывшей Папской области. В 1931 году папа римский Пий XI отверг прошение испанского короля Альфонса XIII открыть Дворянскую гвардию для знати из всех католических стран. Во время Второй мировой войны, папская Дворянская гвардия охраняла папу вместе со швейцарской гвардией.
Папа Павел VI упразднил многие должности в Ватикане с помощью документа motu proprio Pontificalis Domus (рус. Папский дом) в 1968 году. Наряду с изменением названия Папского двора на Папский дом, многие должности, занимаемые чёрной знатью, были упразднены. Согласно motu proprio: «Многие из должностей, доверенных членам Папской семьи, были лишены своей функции, продолжая существовать как чисто почётные должности, не соответствующие конкретным потребностям времени». Многие из этих должностей и сам Папский двор были созданы ещё для управления Папской областью, которая была потеряна в 1870 году. Привилегии чёрной знати, такие как номерные знаки Ватикана, также были изъяты. Некоторые представители чёрной знати были возмущены этими переменами. По словам дипломата и писателя Роже Пейрефитта, именно представители чёрной знати первыми сообщили ему о предполагаемой связи папы с актёром Паоло Карлини, что в конечном итоге привело к публичным заявлениям Пейрефитта и последующему скандалу.